# Adalbert de Prague
Pour les articles homonymes, voir Adalbert.
Adalbert de Prague (en latin Adalbertus, en tchèque Vojtěch, en polonais Wojciech), né v. 956 et mort en 997, est le deuxième évêque de Prague à la fin du Xe siècle. C'est aussi un moine bénédictin, un missionnaire et un saint de l'Église catholique. 
Adalbert de Prague meurt en martyr alors qu’il voulait convertir des tribus baltes de Prusse au christianisme. Par la suite, il est devenu le saint patron de la Bohême, de la Pologne, de la Prusse et de l'archidiocèse d'Esztergom. Son demi-frère, Radzim Gaudenty, également missionnaire en compagnie d'Adalbert, est le premier archevêque de Gniezno. Il est fêté le 23 avril.

## Biographie
Adalbert est né v. 956 à Libice nad Cidlinou en Bohême, dans la famille des Slavnikides (en) (Slavníkovci), puissante rivale des Přemyslides. Il est le fils du duc Slavnik mort le 18 mars 981 et le frère de Sobeslav (Sobebor), chef de cette famille dont les membres seront massacrés dans leur fief de Libice par Boleslav II de Bohême en 995.
Vers 972, sa famille l'envoie étudier pendant une dizaine d’années à Magdebourg, où il devient prêtre, sous la tutelle de l’archevêque Adalbert. À la mort de son maître en 981, il prend son nom pour lui rendre hommage et retourne en Bohême.

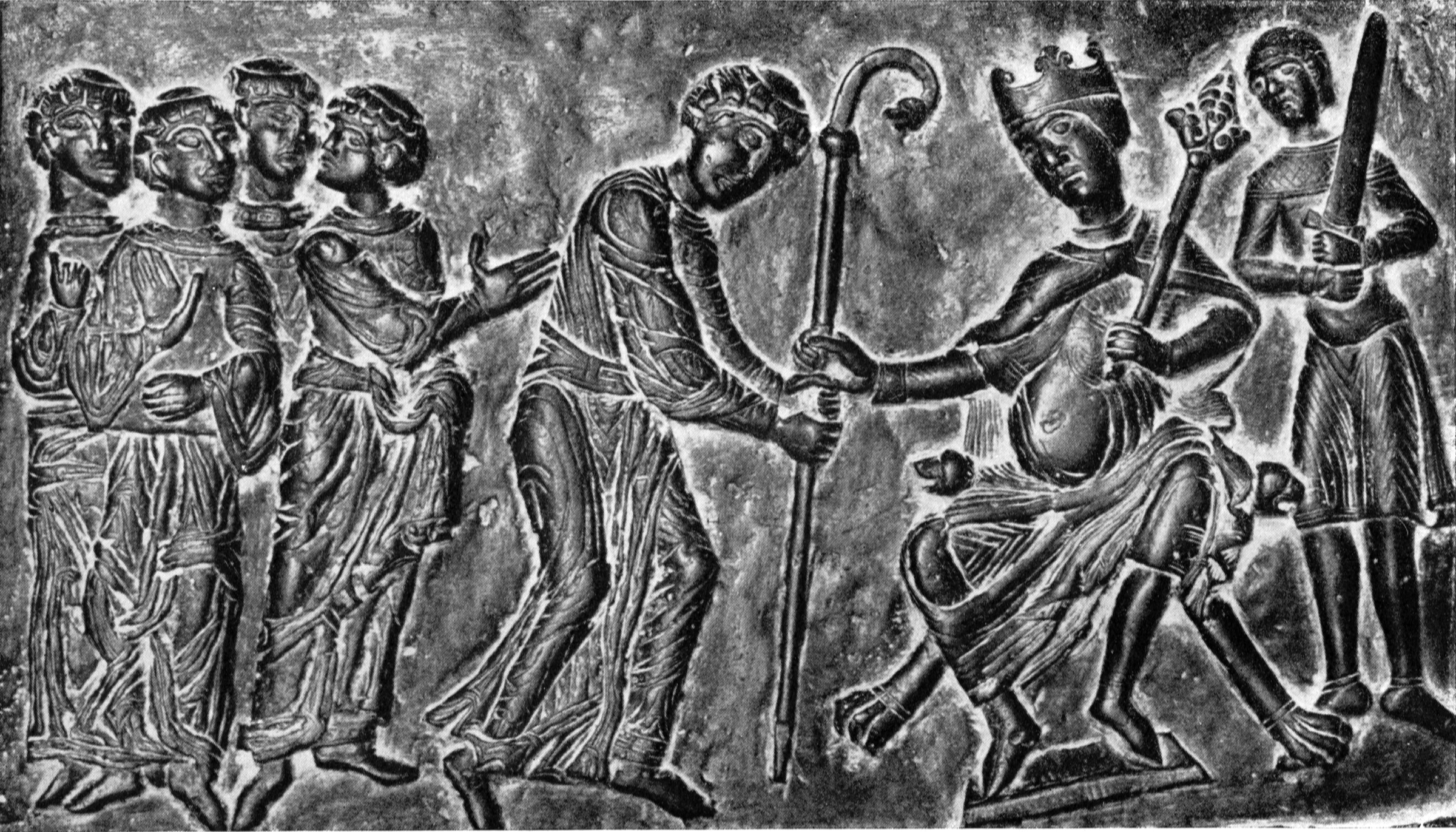
Investiture de l'évêque Adalbert par l'empereur Othon II (détail de la porte en bronze de la cathédrale de Gniezno).

À Prague, il fait partie de l'entourage de Dětmar, le premier évêque la ville. Quand ce dernier meurt en 982, Adalbert est nommé à sa place à la demande du duc de Bohême Boleslav II le Pieux. Il est investi en mai 983 par l'empereur Otton II à Vérone et est sacré évêque par l'archevêque Willigis de Mayence dont dépendait l'Église de Prague,. 
Au début de son épiscopat, il tente de réformer l'Église locale qui est encore contrôlée par les laïcs, mais il est déçu par ses fidèles et par les grands de Prague dont le mode de vie est resté très païen. Comme ceux-ci ont été récemment convertis au christianisme, la polygamie, le mariage entre parents et le commerce des esclaves sont encore courants. Il entre alors en conflit avec les seigneurs tchèques et notamment le duc de Bohême. Mais, vers 988, accompagné de son demi-frère Radzim Gaudenty, il se réfugie à Rome où il est accueilli par le pape Jean XV à qui il demande d'être déchargé de sa fonction d'évêque. 
Son exil à Rome dure quatre ans. Il demeure d'abord dans le monastère bénédictin de Mont-Cassin, puis deux années dans le monastère des Saints-Boniface-et-Alexis sur le mont Aventin où il prononce, avec l'accord du pape, ses vœux monastiques.

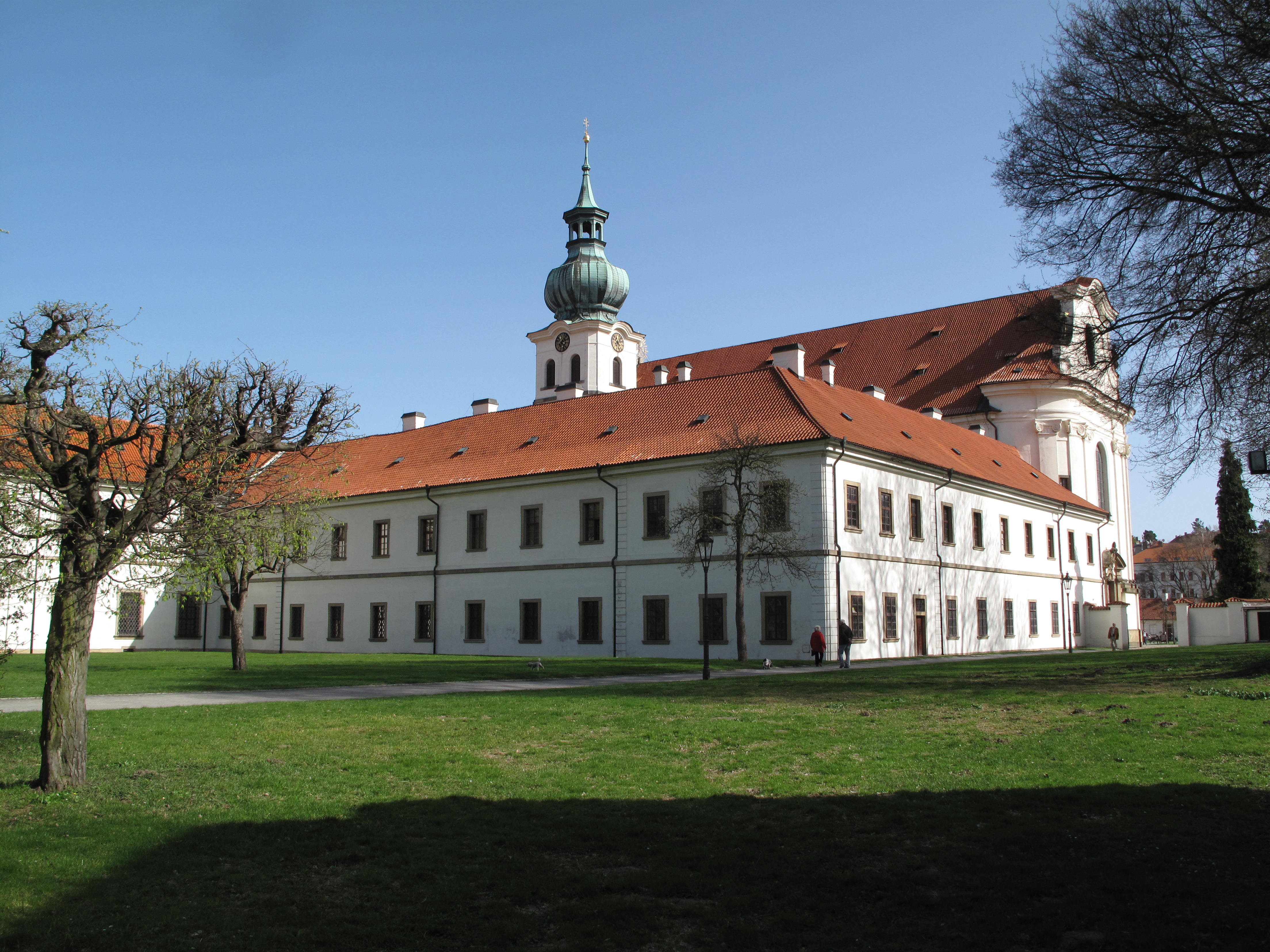
L'actuel monastère de Břevnov.

À l'automne 992, il redevient évêque de Prague à la demande de l’archevêque Willigis. Il rentre en Bohême accompagné de moines bénédictins du mont Aventin. Son second épiscopat ne dure que deux années. Avec l’aide de Boleslav II, il fonde en 993 le monastère de Břevnov, la première abbaye bénédictine de Bohême dédiée à la Vierge Marie et aux saints Benoit et Alexis. Il établit des relations avec la cour de Hongrie et entreprend une mission de christianisation du pays. Il baptise ainsi Géza de Hongrie, le Grand Prince de Hongrie, et son fils Étienne,. 

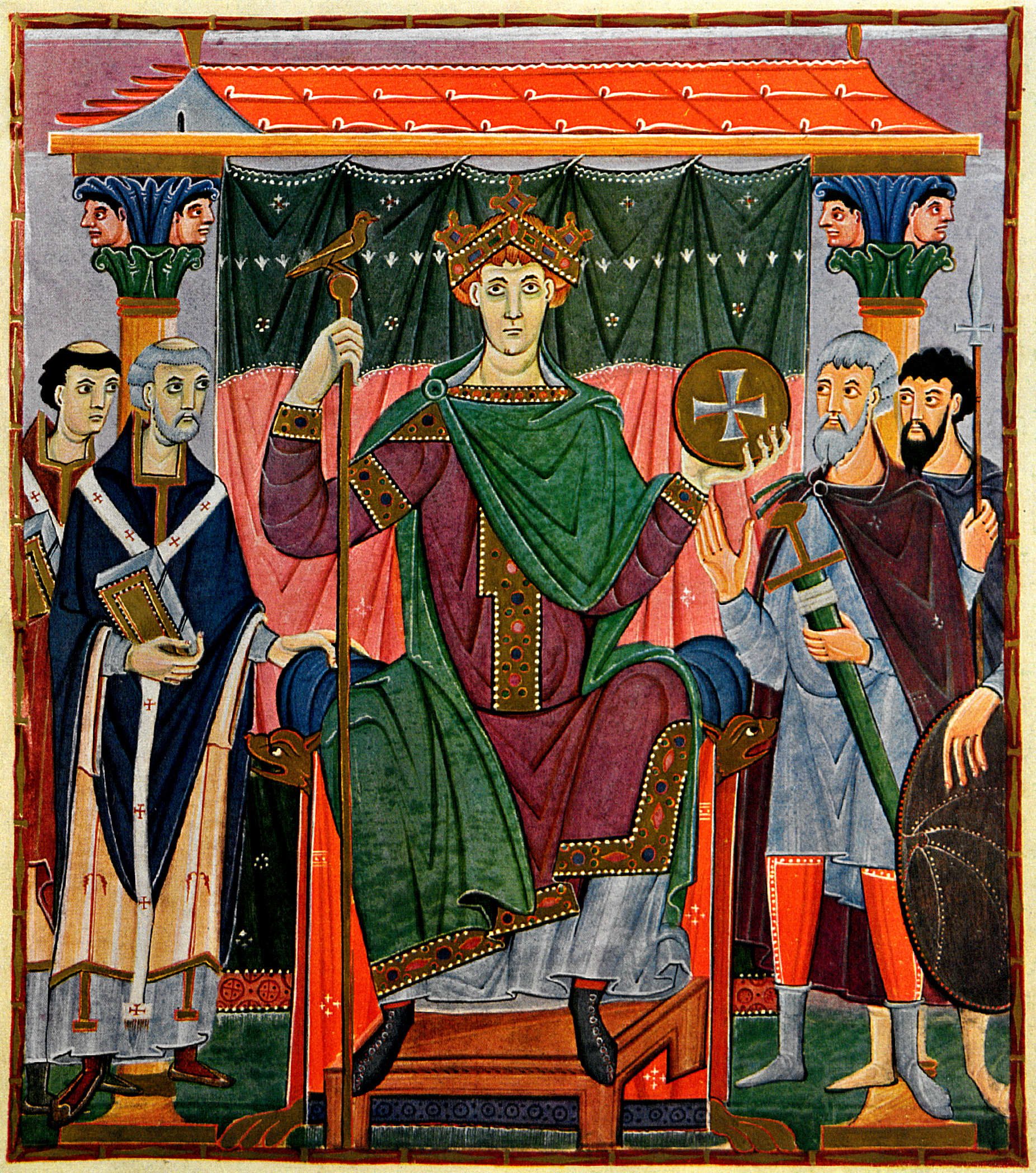
Intronisation de l'empereur Othon III, le protecteur d'Adalbert.

Ayant toujours de mauvaises relations avec ses fidèles, il abandonne une deuxième fois sa fonction et repart clandestinement à Rome au début de l'année 995 où il est accueilli par les moines du monastère de Mont-Cassin. Au cours de ce séjour, Adalbert se rapproche du jeune empereur Otton III et de Gerbert d'Aurillac, le futur pape Sylvestre II. 
En septembre 995, des troupes de Boleslav II, opposées aux Slavnikides, attaquent le château familial de Libice et tuent quatre des frères d'Adalbert et leurs familles. L'année suivante, en mai 996, lors d'un synode à Rome, l’archevêque Willigis tente de convaincre les évêques et le pape d'ordonner à Adalbert de retourner dans son diocèse sous peine «[d'encourir] l'anathème ». Mais ce dernier ne souhaite pas retourner à Prague alors que sa famille vient d'être exterminée par le duc de Bohême. Il propose au pape de convertir son retour dans son diocèse en une activité de missionnaire chez les païens afin de participer au projet de l'empereur Otton III : celui-ci souhaite transformer son empire en un « univers chrétien » dans le cadre du « Renovatio imperii romanorum » dans lequel le nouvel empire romain germanique serait une institution souveraine au-dessus de tous les États chrétiens d'Europe, les nouveaux États de l'Europe centrale (Bohême, Hongrie et Pologne) devant en faire partie. 
Avec le consentement d'Otton III, Adalbert choisit de se rendre dans le nord de la province polonaise de Mazovie, à l'est de la Vistule, pour convertir les populations baltes de la Prusse,,. Le duc Boleslas Ier le Vaillant, futur roi de Pologne, le soutient et lui offre une escorte militaire jusqu’à Gdańsk sur l'embouchure de la Vistule. Adalbert est accompagné de son frère Radzim Gaudenty et d'un moine-prêtre nommé Bogusa. Ensemble, ils quittent Gdańsk par la mer pour atteindre la province prussienne de Pogésanie après avoir accosté dans le port de Truso, à l'est de la Pomésanie. Les missionnaires ne sont pas bien accueillis par les habitants de la région et sont même menacés de morts s'ils ne la quittent pas. Malgré tout, Adalbert décide de continuer sa mission. Le soir du 23 avril 997, alors que les missionnaires se reposent, ils sont attaqués par des membres d'une tribu prussienne, les Pruthènes. Seul Adalbert est exécuté. Il est décapité et sa tête est empalée, les deux autres missionnaires sont capturés mais ils réussissent à s’échapper et à regagner Rome.

Statues d'Adalbert et de Radzim en mission en Prusse, et tableaux montrant le martyre d'Adalbert.
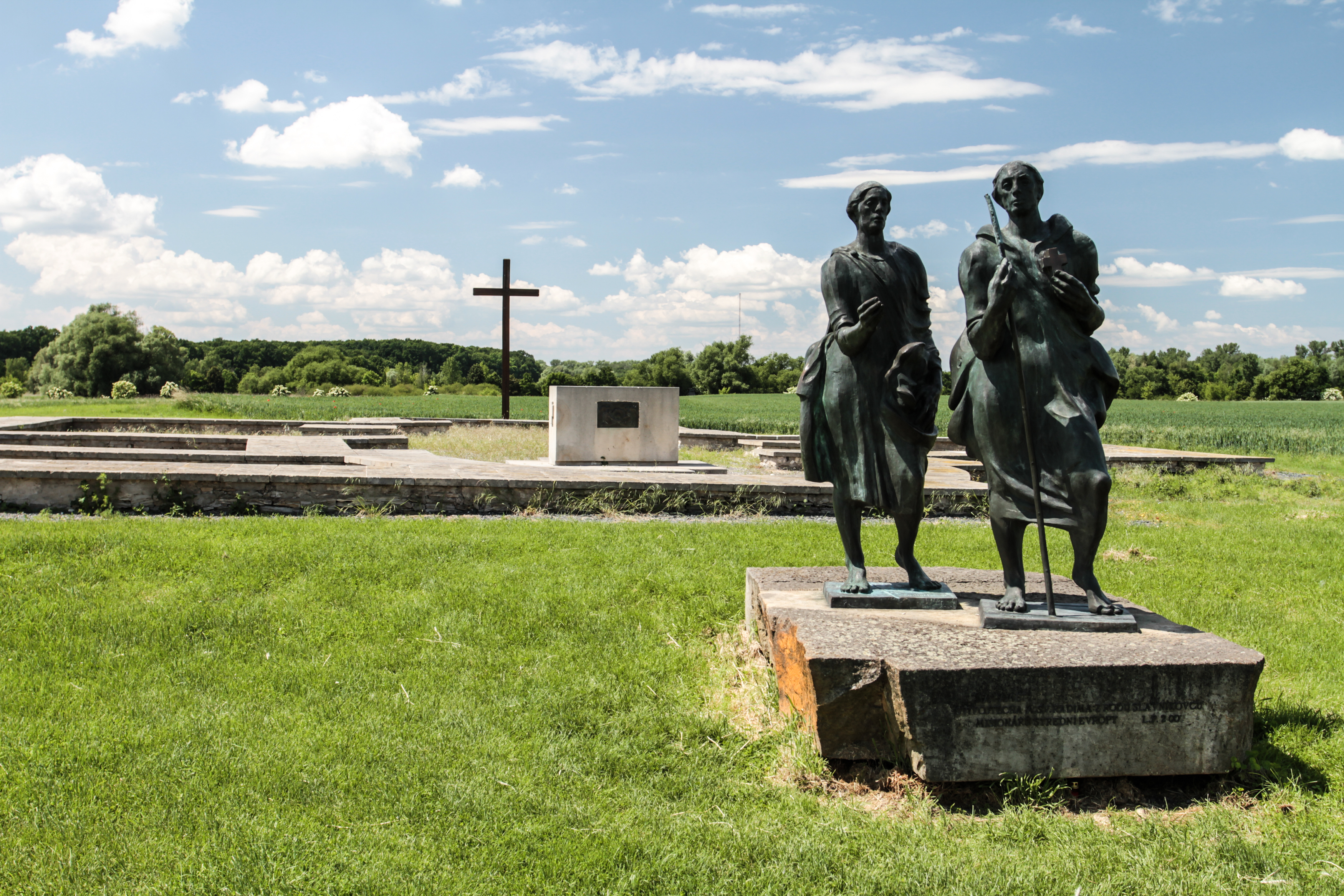
Statues d'Adalbert et de Radzim à Libice nad Cidlinou.
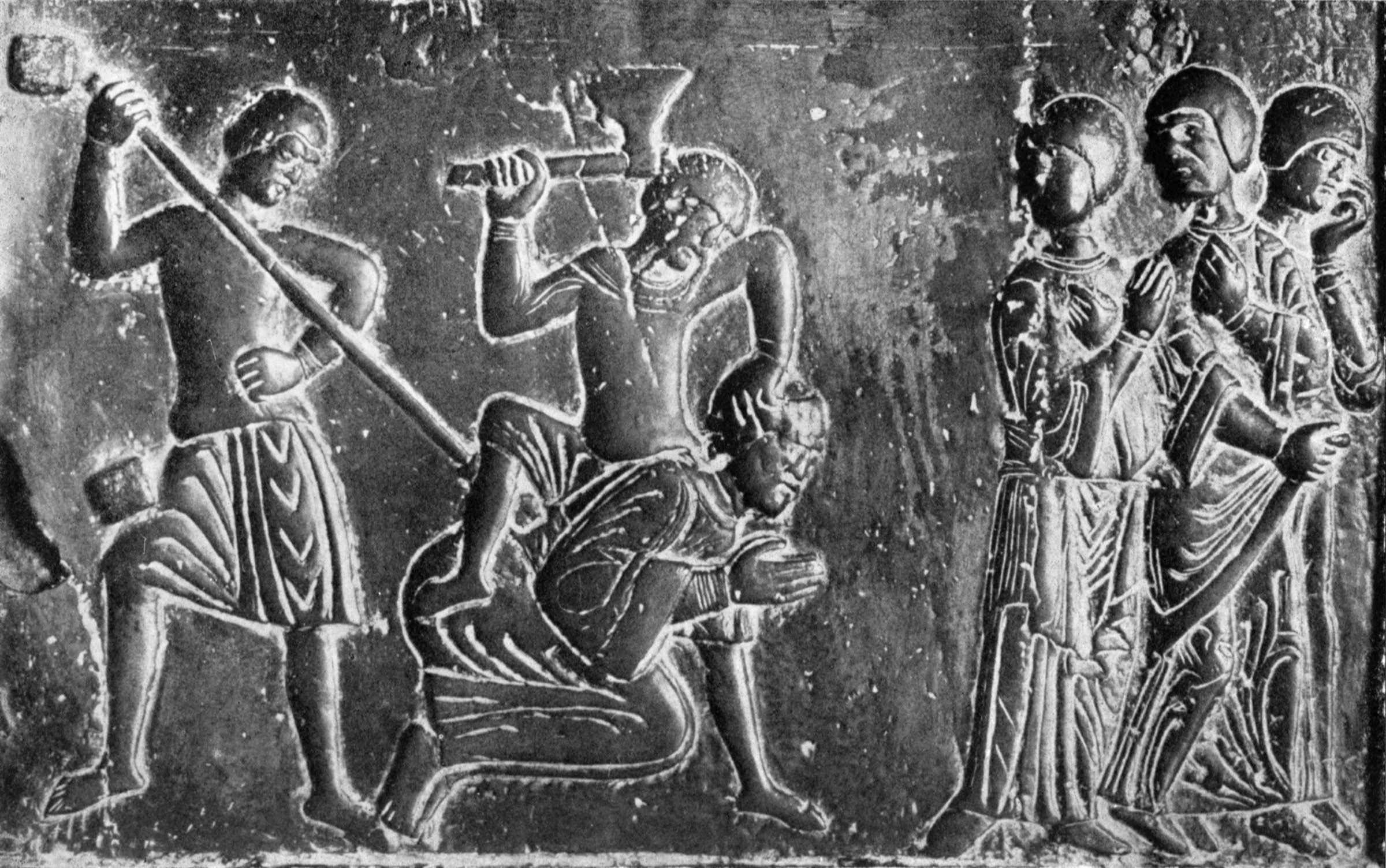
L'exécution d'Adalbert par les Prussiens (détail de la porte en bronze de la cathédrale de Gniezno).
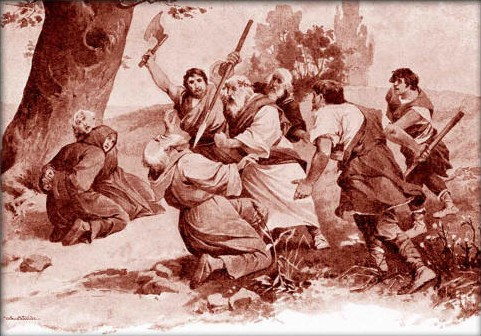
La mort d'Adalbert (tableau du peintre tchèque Věnceslav Černý).

## Musicien
Adalbert est un des plus  anciens compositeurs religieux polonais. Son  hymne de Boga-Rodziça (Mère de Dieu) est un chant grégorien.

## Culte de saint Adalbert

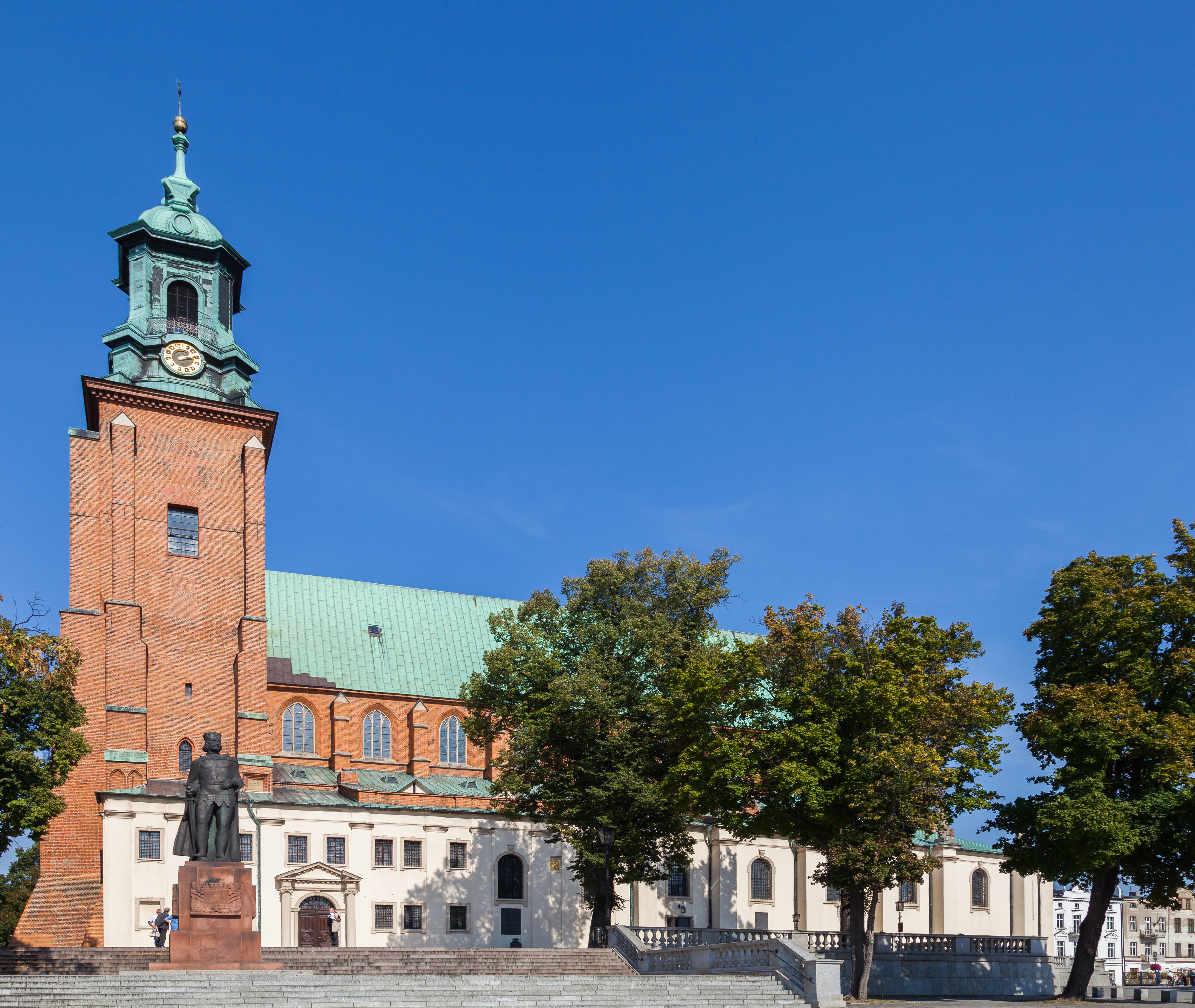
L'actuelle cathédrale de Gniezno, où furent déposées les reliques de saint Aldabert.

Après la mort d'Adalbert, le duc de Pologne, Boleslas Ier le Vaillant, achète aux Prussiens le corps du missionnaire au prix de son poids en or et le fait amener à Gniezno pour y être enterré et en faire un saint martyr.
L'empereur Otton III, auquel Adalbert était très lié, s'attache à diffuser son culte. Il fait rédiger la Première Vie d'Adalbert (Vita sancti Adalberti episcopi Pragensis, abrégé Vita Prior) et lui dédie plusieurs églises dans d'importantes villes de son empire. En 999, il publie une charte romaine et demande la canonisation d'Adalbert, laquelle est prononcée par le pape Sylvestre II la même année,. Le culte du saint martyr doit devenir le symbole de l'élan de la chrétienté envers les régions encore païennes de l'Europe orientale.
En l'an 1000, l'empereur se rend en pèlerinage à Gniezno sur la tombe du saint. Au cours des cérémonies qui durent plusieurs jours, Otton dépose la couronne impériale sur la tête de Boleslas Ier et le nomme « ami et parent du peuple romain » (amicus et socius populi romani) et « frère associé de l'empire » (frater et cooperator imperii). Par ce geste et ces paroles, l'empereur déclare que la Pologne est une partie intégrante de l'univers chrétien faisant partie de l'empire sous la protection de saint Adalbert. Le jeune État polonais peut désormais avoir une organisation ecclésiastique indépendante, ce qui conduit à la création du premier archidiocèse de Pologne, celui de Gniezno, diocèse métropolitain indépendant et placé directement sous la seule autorité du pape. Radzim Gaudenty, le demi-frère d'Adalbert, en est nommé premier archevêque. 
Otton III quitte Gniezno en emportant des reliques d'Adalbert. Il en distribue une partie à l'église d'Aix-la-Chapelle, dédiée à saint Adalbert, et un doigt est donné à l'église S. Adalberto in Pereo, près de Ravenne en Italie. 
Le culte de saint Adalbert s'installe rapidement en Pologne et sa tombe devient un lieu de pèlerinage. Il devient le protecteur de la première communauté bénédictine polonaise. Mais, en 1038, les troupes du duc de Bohême Bretislav Ier mènent une expédition en Pologne. Elles envahissent la Silésie, détruisent Poznań, pillent la cathédrale de Gniezno en 1039 et s'emparent des reliques de saint Adalbert comme butin, qui sont plus tard, en 1060, déposées solennellement dans la cathédrale Saint-Guy de Prague. Au XIIe siècle, Adalbert (saint Vojtěch pour les Tchèques) devient l'un des saints du pays aux côtés de saint Wenceslav, qui tous deux deviennent saints patrons du pays.
Depuis lors, les cathédrales de Gniezno, en Pologne, et de Saint-Guy de Prague, en Tchéquie, se disputent toutes les deux la possession des véritables reliques d'Adalbert.
Sa fête est fixée au 23 avril d’après le Martyrologe romain.

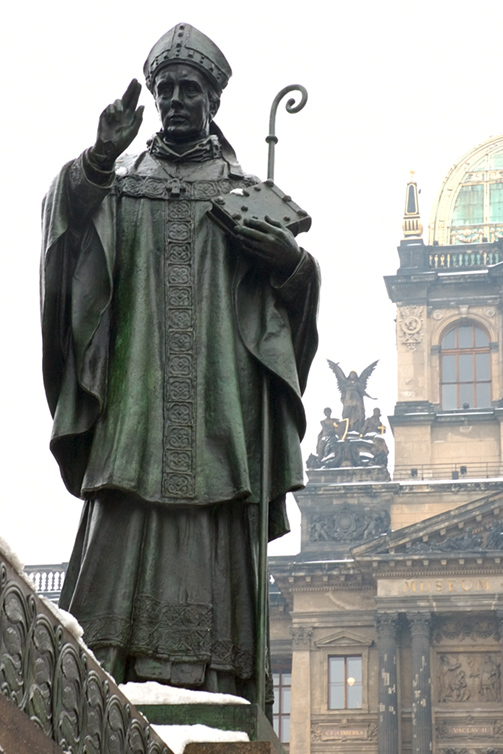
Statue de saint Adalbert à Prague.
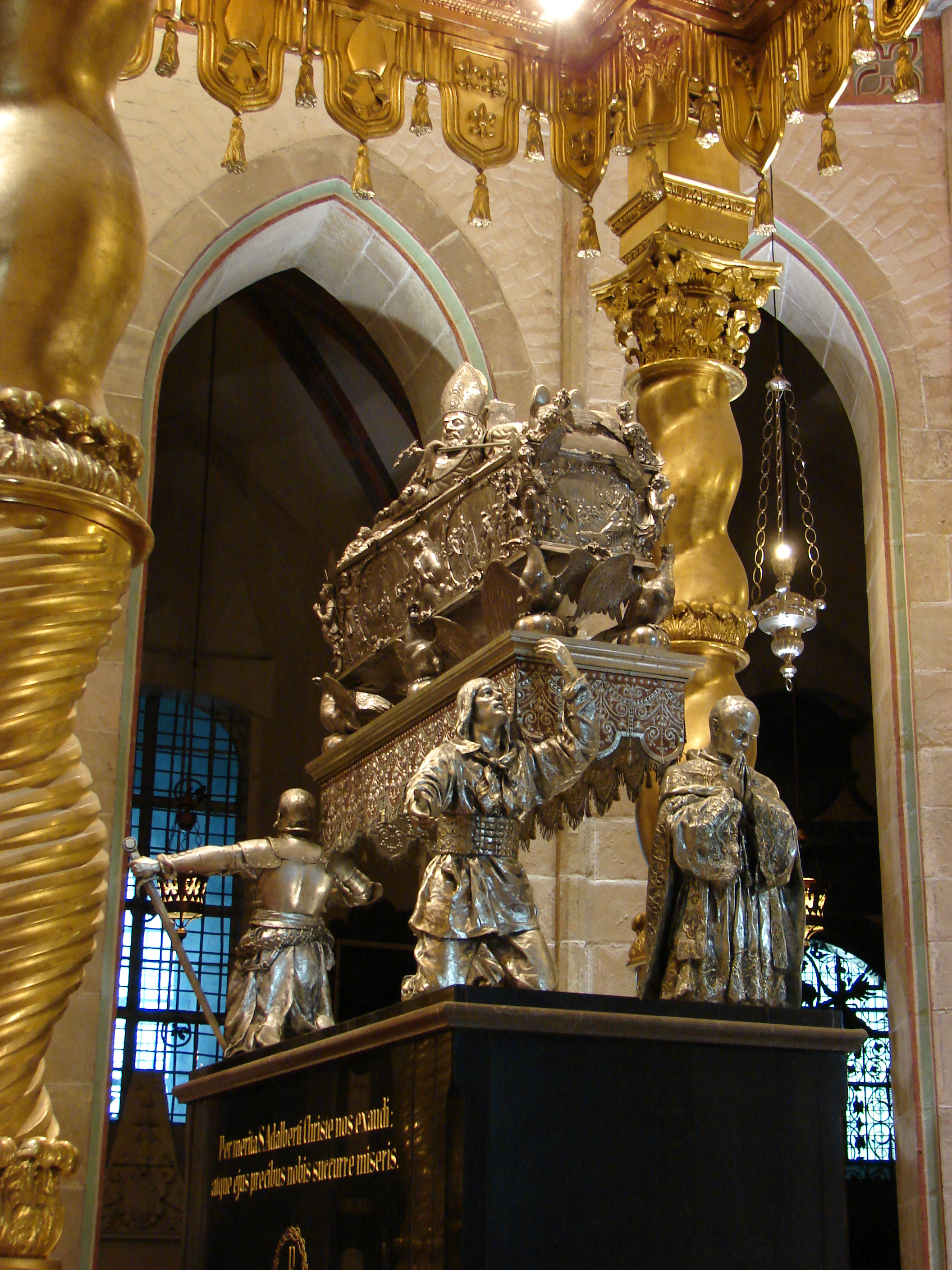
Reliquaire d'argent dans la cathédrale de Gniezno, Pologne.
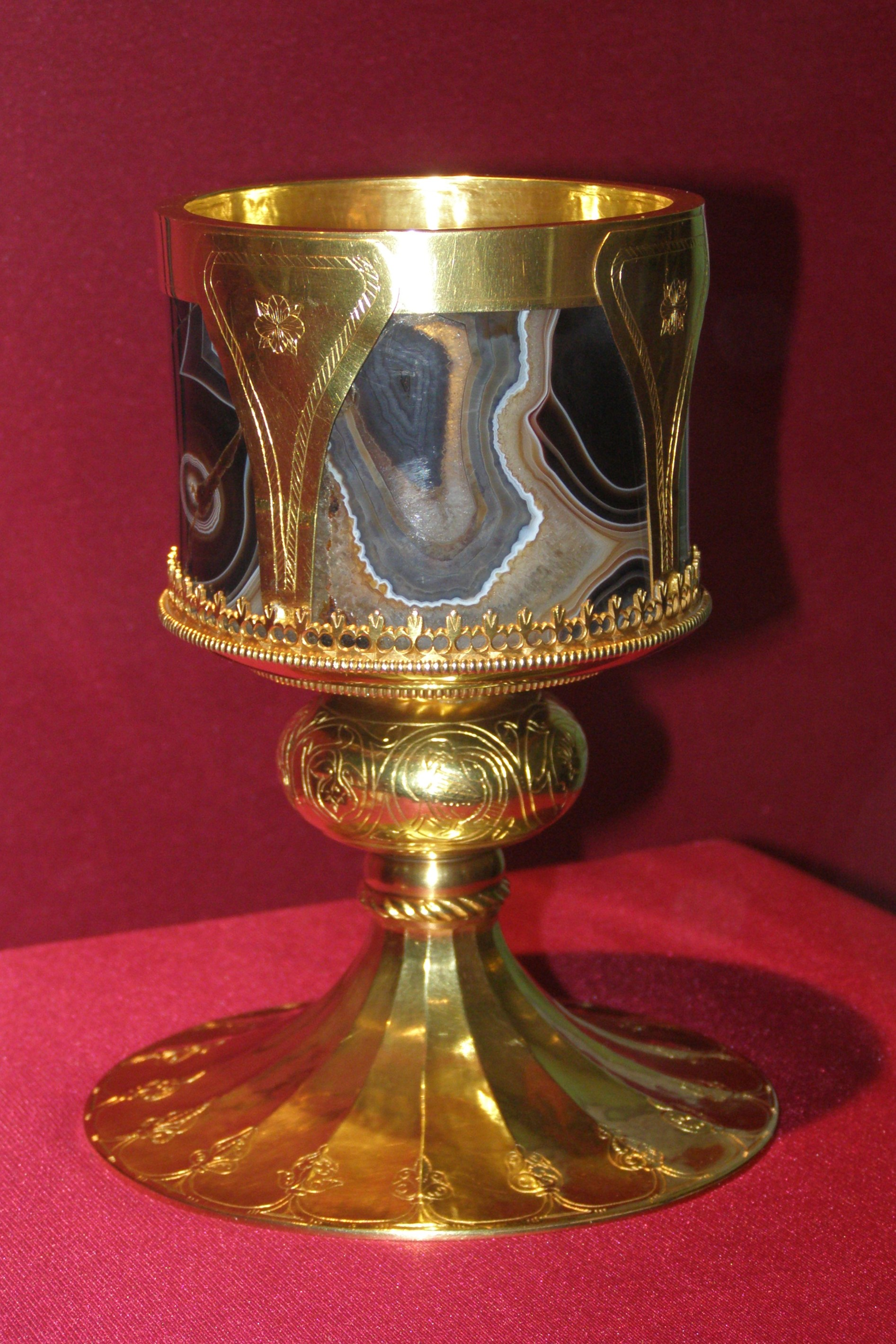
Calice d'Adalbert, musée de l’archidiocèse à Gniezno.
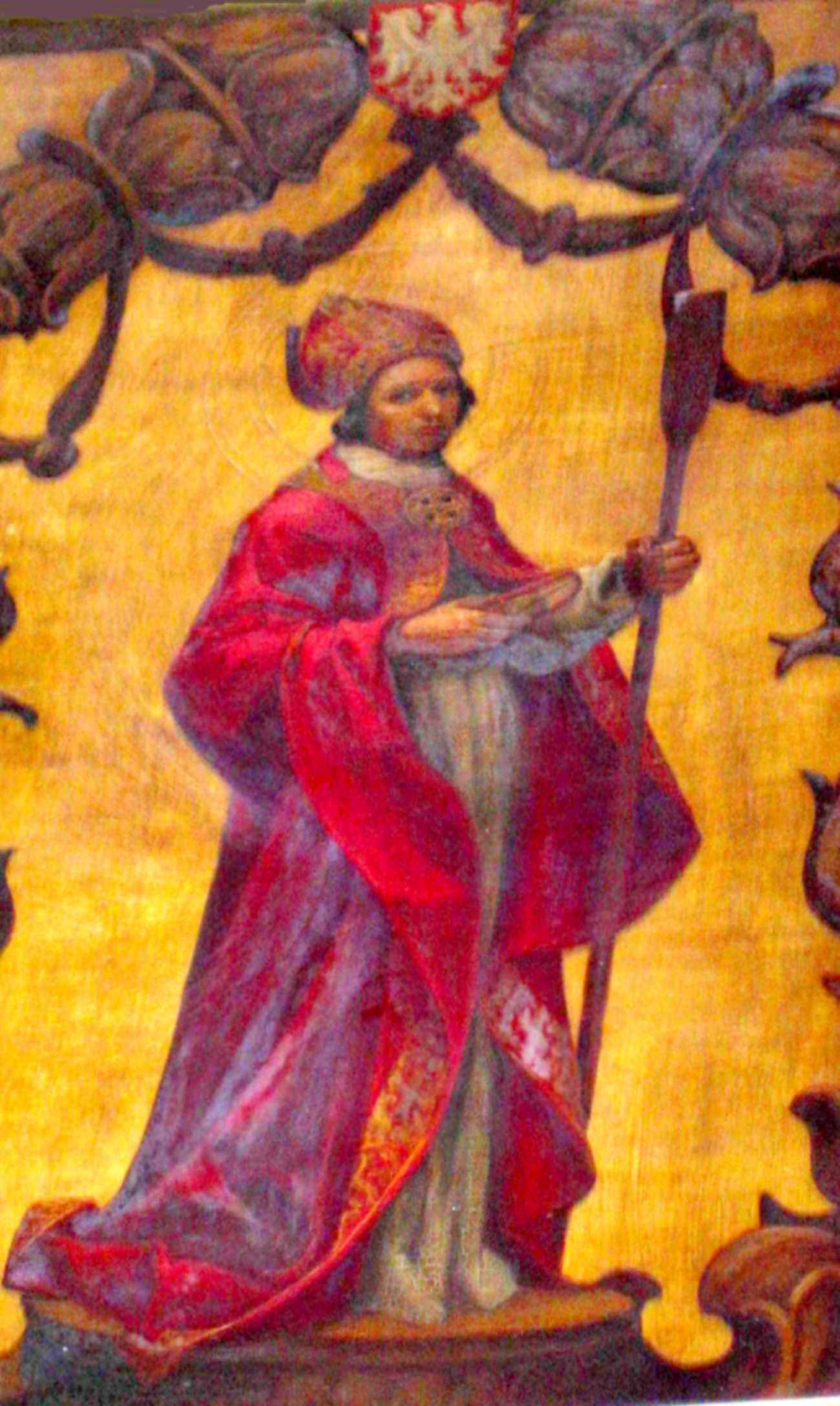
Saint Adalbert de Prague, sur une peinture du XVe siècle.